# Iridogorgia bella
Iridogorgia bella is een zachte koraalsoort uit de familie Chrysogorgiidae. De koraalsoort komt uit het geslacht Iridogorgia. Iridogorgia bella werd in 1908 voor het eerst wetenschappelijk beschreven door Nutting.